# Hŭngnam
Hŭngnam (en coréen : 흥남구역) est une ville portuaire située sur la côte orientale de la province du Hamgyong du Sud en Corée du Nord, sur la mer du Japon. Elle n'est distante que de douze kilomètres de la ville de Hamhung, située plus à l'intérieur des terres. 
Couvrant une superficie de 250 km2, en 2024, la ville de Hŭngnam et sa banlieue ont une population de 340 000 habitants.

## Histoire

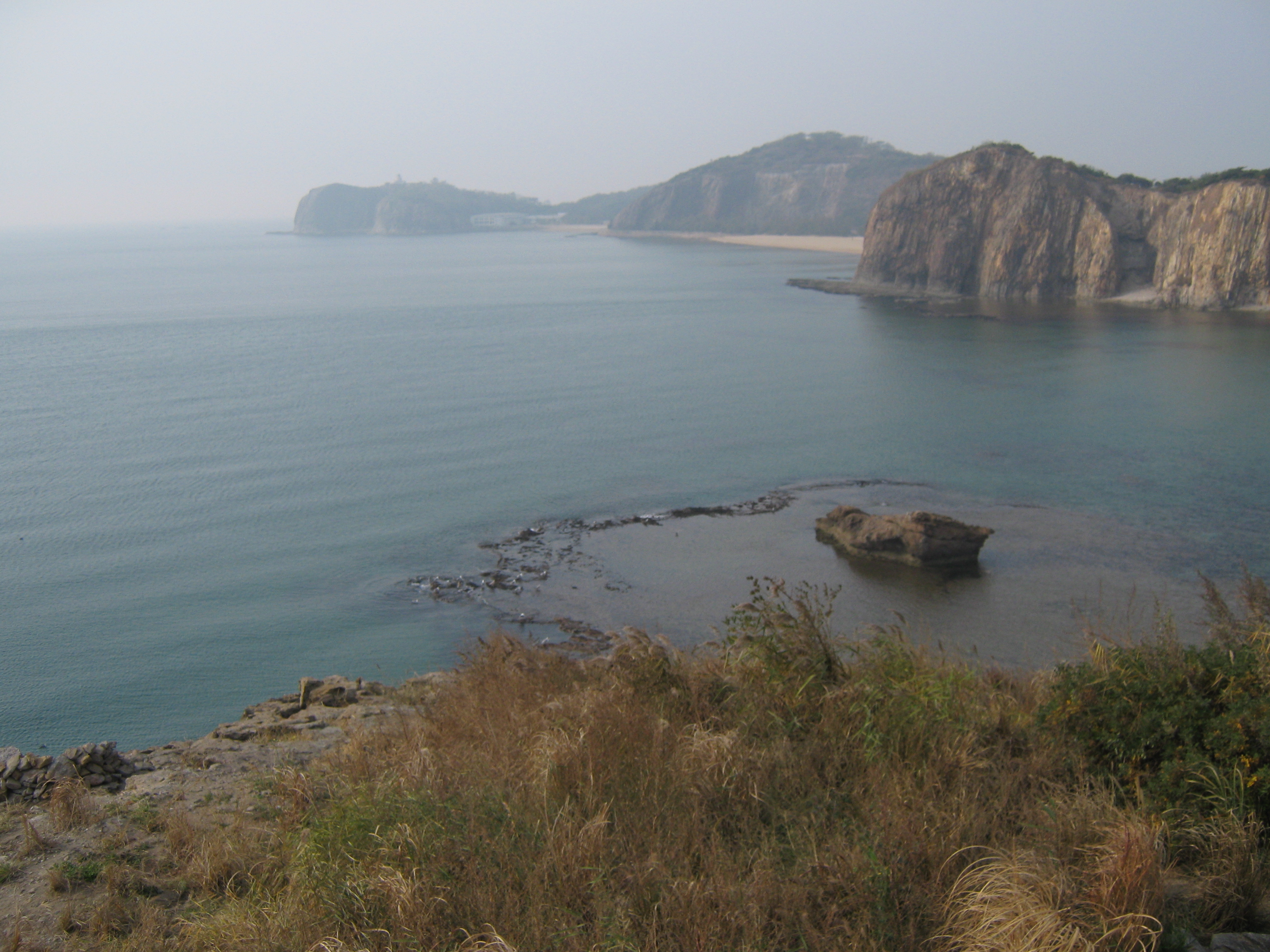
La côte à Hungnam

Au début des années 1940, Hŭngnam est le site du premier cyclotron asiatique connu. Il s'agit d'une des composantes du programme atomique japonais, qui restera inachevé. Après la reddition japonaise en 1945, le site de l'accélérateur de particules est saisi par les troupes soviétiques. Un camp de travail est établi : les prisonniers sont utilisés dans la fabrication d'engrais azoté pour l'Union Soviétique.
Pendant la guerre de Corée, la ville de Hŭngnam a été la cible d'attaques aériennes majeures des troupes onusiennes conduites par les États-Unis en octobre 1950, au cours de laquelle plus de 500 tonnes de bombes furent lâchées sur la ville. La ville de Hungnam a été détruite à plus de 80 % pendant la guerre de Corée. 
C'est ensuite depuis Hŭngnam qu'ont été évacuées plus de 100 000 soldats des Nations unies et des civils nord-coréens en fuite, fin décembre 1950. Il s'agit d'une des plus importantes opérations d'évacuations de troupes par voie maritime de l'histoire militaire.
Élevée au statut de ville en juillet 2001, elle est devenue depuis fin 2005, l'un des arrondissements (ou cantons) qui constituent la ville de Hamhŭng.

## Divisions administratives
L'arrondissement (ou canton) de Hŭngnam est composé de seize quartiers (tong) et de deux communes (ri).

### Quartiers
- Chakto (작도동 ; 鵲島洞)
- Ch'ŏngi (천기동 ; 天機洞)
- Hatŏk (하덕동 ; 荷德洞)
- Honam (호남동 ; 湖南洞)
- Hunong (후농동 ; 厚農洞)
- Naeho (내호동 ; 內湖洞)
- P'unghŭng (풍흥동 ; 豊興洞)
- Ryujŏng-1 (류정1동 ; 柳亭1洞)
- Ryujŏng-2 (류정2동 ; 柳亭2洞)
- Ryujŏng-3 (류정3동 ; 柳亭3洞)
- Sŏho-1 (서호1동 ; 西湖1洞)
- Sŏho-2 (서호2동 ; 西湖2洞)
- Songsang (송상동 ; 松上洞)
- Tŏk (덕동 ; 德洞)
- ŭngbong-1 (응봉1동 ; 鷹峰1洞)
- ŭngbong-2 (응봉2동 ; 鷹峰2洞)

### Villages
- Majŏn (마전리 ; 麻田里)
- Saemaul (새마을리 ; 새마을里), anciennement Rŭngdong (릉동리 ; 陵洞里)

## Économie

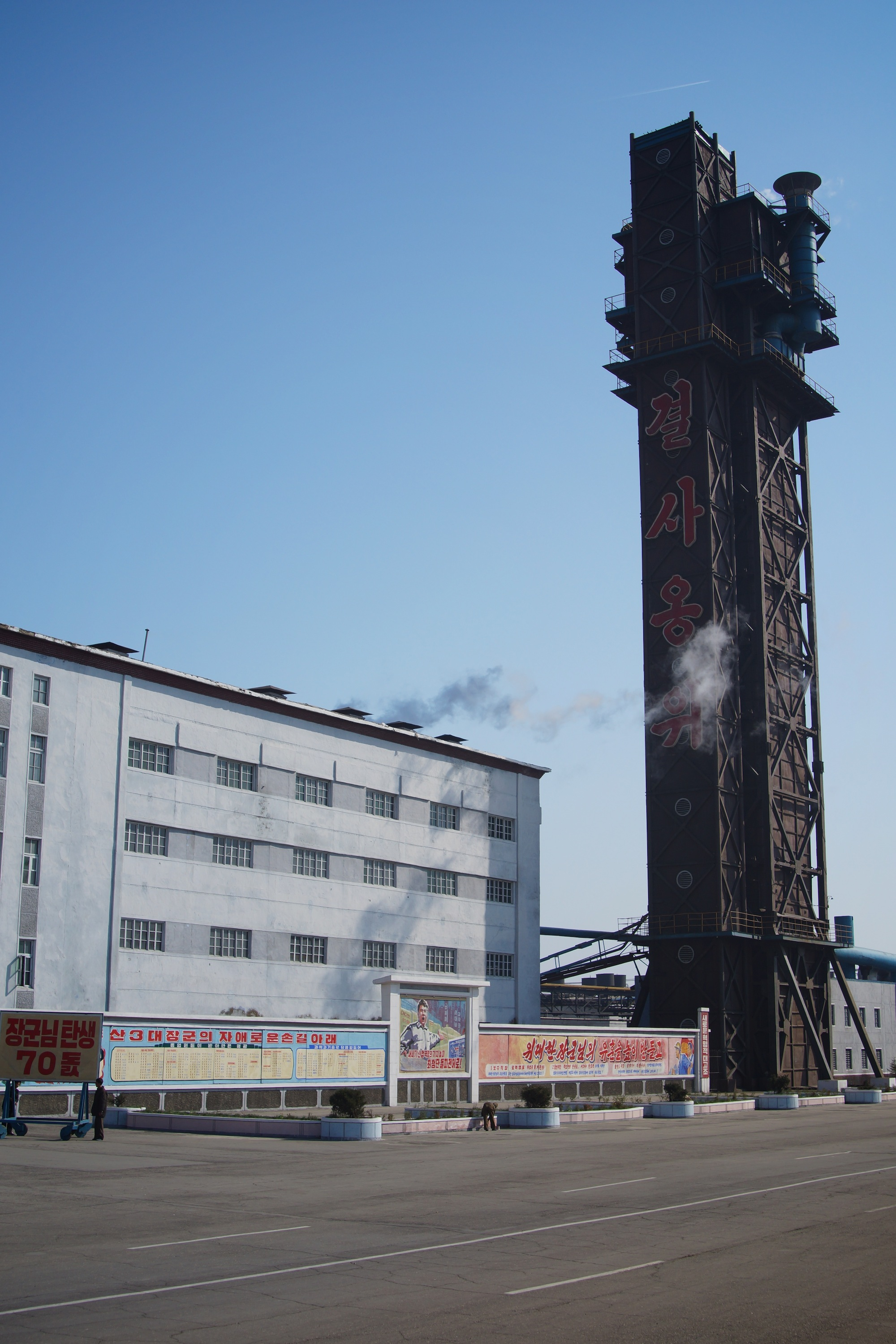
L’usine d’engrais

Un large complexe d'engrais chimiques est implanté à Hŭngnam. Reconstruite après sa destruction par les Américains pendant la guerre de Corée, la plus importante usine d'engrais de Corée du Nord compte 5 000 ouvriers. Sa production, tombée de 850 000 tonnes dans les années 1980 à 87 000 tonnes en raison de la pénurie d'énergie, a connu une reprise en 2006 selon Philippe Pons du quotidien Le Monde.
D'après le site globalsecurity.org, Hamhung abriterait aussi des usines d'armes chimiques.
La région de Hŭngnam compte d'importants gisements d'uranium.

## Éducation et culture
Hungnam abrite une université d'ingénieurs en chimie.